# Liste des pay-per-view d'Impact Wrestling
 (février 2013).
Il s'agit d'une liste des pay-per-view de la Impact Wrestling.

## Histoire
Dès sa création la Total Nonstop Action Wrestling (TNA) a proposé toutes ses émissions hebdomadaire en paiement à la séance ou pay-per-view depuis le Von Braun Center à Huntsville (Alabama). Le premier spectacle a eu lieu le 19 juin 2002 et cela a pris fin le 4 juin 2004 après avoir trouvé un accord avec Fox Sports Net pour la diffusion de l'émission hebdomadaire,.
Le 7 novembre 2004 la TNA lance Victory Road, un pay-per-view de 3 h depuis l'Universal Studios d'Orlando (Floride) et a été acheté par 40 000 foyers nord-américain.

## Liste des événements

### 2004
| Date       | Nom           | Lieu        | Ville            | Main Event                                                                                          |
| ---------- | ------------- | ----------- | ---------------- | --------------------------------------------------------------------------------------------------- |
| 7 novembre | Victory Road  | Impact Zone | Orlando, Floride | Jeff Jarrett (c) contre Jeff Hardy dans un Ladder match pour le NWA World Heavyweight Championship. |
| 5 décembre | Turning Point | Impact Zone | Orlando, Floride | Jeff Hardy, Randy Savage et A.J. Styles contre Jeff Jarrett, Kevin Nash et Scott Hall.              |

### 2005
| Date         | Nom              | Lieu        | Ville            | Main Event |
| ------------ | ---------------- | ----------- | ---------------- | --- |
| 16 janvier   | Final Resolution | Impact Zone | Orlando, Floride | Jeff Jarrett (c) contre Monty Brown pour le NWA World Heavyweight Championship. |
| 13 février   | Against All Odds | Impact Zone | Orlando, Floride | Jeff Jarrett (c) contre Kevin Nash pour le NWA World Heavyweight Championship. |
| 13 mars      | Destination X    | Impact Zone | Orlando, Floride | Jeff Jarrett (c) contre Diamond Dallas Page pour le NWA World Heavyweight Championship. |
| 24 avril     | Lockdown         | Impact Zone | Orlando, Floride | A.J. Styles contre Abyss dans un Six Sides of Steel pour devenir challenger pour le NWA World Heavyweight Championship.                                                                         |
| 15 mai       | Hard Justice     | Impact Zone | Orlando, Floride | Jeff Jarrett (c) contre A.J. Styles pour le NWA World Heavyweight Championship. |
| 19 juin      | Slammiversary    | Impact Zone | Orlando, Floride | A.J. Styles (c) contre Abyss contre Monty Brown contre Sean Waltman contre Raven dans un King of the Mountain match pour le NWA World Heavyweight Championship.                                 |
| 17 juillet   | No Surrender     | Impact Zone | Orlando, Floride | Raven (c) contre Abyss dans un Dog Collar match pour le NWA World Heavyweight Championship. |
| 14 août      | Sacrifice        | Impact Zone | Orlando, Floride | Raven et Sabu contre Jeff Jarrett et Rhino. |
| 11 septembre | Unbreakable      | Impact Zone | Orlando, Floride | Raven (c) contre Rhino dans un Raven's Rules match pour le NWA World Heavyweight Championship. Christopher Daniels (c) contre A.J. Styles contre Samoa Joe pour le TNA X Division Championship. |
| 23 octobre   | Bound for Glory  | Impact Zone | Orlando, Floride | Jeff Jarrett (c) contre Rhino dans un match arbitré par Tito Ortiz pour le NWA World Heavyweight Championship.                                                                                  |
| 13 novembre  | Genesis          | Impact Zone | Orlando, Floride | Team 3D (Brother Ray et Brother Devon) et Rhino contre America's Most Wanted (Chris Harris et James Storm) et Jeff Jarrett                                                                      |
| 11 décembre  | Turning Point    | Impact Zone | Orlando, Floride | Jeff Jarrett (c) contre Rhino pour le NWA World Heavyweight Championship |

### 2006
| Date         | Nom              | Lieu                   | Ville                       | Main Event |
| ------------ | ---------------- | ---------------------- | --------------------------- | --- |
| 15 janvier   | Final Resolution | Impact Zone            | Orlando, Floride            | Sting et Christian Cage contre Jeff Jarrett et Monty Brown.                                                                                                   |
| 12 février   | Against All Odds | Impact Zone            | Orlando, Floride            | Jeff Jarrett (c) contre Christian Cage pour le NWA World Heavyweight Championship.                                                                            |
| 12 mars      | Destination X    | Impact Zone            | Orlando, Floride            | Christian Cage (c) contre Monty Brown pour le NWA World Heavyweight Championship.                                                                             |
| 23 avril     | Lockdown         | Impact Zone            | Orlando, Floride            | Sting Warriors (Sting, A.J. Styles, Ron Killings et Rhino) contre Jarrett's Army (Jeff Jarrett, Scott Steiner et America's Most Wanted).                      |
| 14 mai       | Sacrifice        | Impact Zone            | Orlando, Floride            | Christian Cage (c) contre Abyss dans un Full Mayhem Metal match pour le NWA World Heavyweight Championship.                                                   |
| 18 juin      | Slammiversary    | Impact Zone            | Orlando, Floride            | Christian Cage (c) contre Abyss contre Sting contre Jeff Jarrett contre Ron Killings dans un King of the Mountain pour le NWA World Heavyweight Championship. |
| 16 juillet   | Victory Road     | Impact Zone            | Orlando, Floride            | Sting contre Scott Steiner contre Samoa Joe contre Christian Cage.                                                                                            |
| 13 août      | Hard Justice     | Impact Zone            | Orlando, Floride            | Jeff Jarrett contre Sting pour le NWA World Heavyweight Championship.                                                                                         |
| 24 septembre | No Surrender     | Impact Zone            | Orlando, Floride            | Jeff Jarrett contre Samoa Joe dans un "Fan's Revenge" Lumberjack match.                                                                                       |
| 22 octobre   | Bound for Glory  | Compuware Sports Arena | Plymouth Township, Michigan | Jeff Jarrett contre Sting dans un Title vs. Career match pour le NWA World Heavyweight Championship.                                                          |
| 19 novembre  | Genesis          | Impact Zone            | Orlando, Floride            | Kurt Angle contre Samoa Joe |
| 10 décembre  | Turning Point    | Impact Zone            | Orlando, Floride            | Kurt Angle contre Samoa Joe |

### 2007
| Date        | Nom              | Lieu                           | Ville                    | Main Event |
| ----------- | ---------------- | ------------------------------ | ------------------------ | --- |
| 14 janvier  | Final Resolution | Impact Zone                    | Orlando (Floride)        | Abyss (c) contre Christian Cage contre Sting dans un Elimination match pour le NWA World Heavyweight Championship. |
| 11 février  | Against All Odds | Impact Zone                    | Orlando (Floride)        | Christian Cage (c) contre Kurt Angle pour le NWA World Heavyweight Championship. |
| 11 mars     | Destination X    | Impact Zone                    | Orlando (Floride)        | Chrstian Cage (c) contre Samoa Joe pour le NWA World Heavyweight Championship. |
| 15 avril    | Lockdown         | Family Arena                   | Saint Charles (Missouri) | Team Angle (Kurt Angle, Samoa Joe, Sting, Rhino et Jeff Jarrett) contre Team Cage (Christian Cage, A.J. Styles, Abyss, Scott Steiner et Tomko).                                                                         |
| 13 mai      | Sacrifice        | Impact Zone                    | Orlando (Floride)        | Christian Cage contre Kurt Angle contre Sting pour couronner le nouveau TNA World Heavyweight Championship. |
| 17 juin     | Slammiversary    | Nashville Municipal Auditorium | Nashville (Tennessee)    | Kurt Angle (c) contre A.J. Styles contre Samoa Joe contre Christian Cage contre Chris Harris dans un King of the Mountain match pour le TNA World Heavyweight Championship vacant.                                      |
| 15 juillet  | Victory Road     | Impact Zone                    | Orlando (Floride)        | Kurt Angle (c) et Samoa Joe contre Team 3D (Brother Ray et Brother Devon) pour le TNA World Heavyweight Championship de Kurt, le TNA X Division Championship de Samoa et le TNA World Tag Team Championship de Team 3D. |
| 12 août     | Hard Justice     | Impact Zone                    | Orlando (Floride)        | Kurt Angle (c) contre Samoa Joe pour le TNA X Division Championship et le TNA World Tag Team Championship. |
| 9 septembre | No Surrender     | Impact Zone                    | Orlando (Floride)        | Kurt Angle (c) contre Abyss pour le TNA World Heavyweight Championship. |
| 14 octobre  | Bound for Glory  | Arena at Gwinnett Center       | Duluth (Géorgie)         | Kurt Angle (c) contre Sting pour le TNA World Heavyweight Championship. |
| 11 novembre | Genesis          | Impact Zone                    | Orlando (Floride)        | Kurt Angle (c) et Kevin Nash contre Sting et Booker T pour le TNA World Heavyweight Championship. |
| 2 décembre  | Turning Point    | Impact Zone                    | Orlando (Floride)        | Samoa Joe, Kevin Nash et Eric Young contre Kurt Angle, A.J. Styles et Tomko. |

### 2008
| Date         | Nom              | Lieu                  | Ville                       | Main Event |
| ------------ | ---------------- | --------------------- | --------------------------- | --- |
| 6 janvier    | Final Resolution | Impact Zone           | Orlando, Floride            | Kurt Angle (c) contre Christian Cage pour le TNA World Heavyweight Championship. |
| 10 février   | Against All Odds | BI-LO Center          | Greenville, Caroline du Sud | Kurt Angle (c) contre Christian Cage pour le TNA World Heavyweight Championship. Samoa Joe était l'arbitre. |
| 9 mars       | Destination X    | Norfolk Scope         | Norfolk, Virginie           | The Unlikely Alliance (Christian Cage, Kevin Nash et Samoa Joe) contre The Angle Alliance (Kurt Angle, A.J. Styles et Tomko). |
| 13 avril     | Lockdown         | Tsongas Arena         | Lowell, Massachusetts       | Team Cage (Christian Cage, Matt Morgan, Kevin Nash, Sting et Rhino) contre Team Tomko (Tomko, A.J. Styles, James Storm et Team 3D (Brother Ray & Brother Devon)). Kurt Angle (c) contre Samoa Joe dans un Six Sides of Steel Cage match pour le TNA World Heavyweight Championship, si Samoa Joe perd il est viré. |
| 11 mai       | Sacrifice        | Impact Zone           | Orlando, Floride            | Samoa Joe (c) contre Scott Steiner contre Kaz pour le TNA World Heavyweight Championship. |
| 8 juin       | Slammiversary    | DeSoto Civic Center   | Southaven, Mississippi      | Samoa Joe (c) contre Christian Cage contre Booker T contre Rhino contre Robert Roode dans un King of the Mountain match pour le TNA World Heavyweight Championship. Kevin Nash était l'arbitre. |
| 13 juillet   | Victory Road     | Reliant Arena         | Houston, Texas              | Samoa Joe (c) contre Booker T pour le TNA World Heavyweight Championship. |
| 10 août      | Hard Justice     | Sovereign Bank Arena  | Trenton, New Jersey         | Samoa Joe (c) contre Booker T dans un Six Sides of Steel Weapons match pour le TNA World Heavyweight Championship. |
| 14 septembre | No Surrender     | General Motors Centre | Oshawa, Ontario             | Samoa Joe (c) contre Christian Cage contre Kurt Angle dans un Three Ways to Glory match pour le TNA World Heavyweight Championship. |
| 12 octobre   | Bound for Glory  | Sears Centre          | Hoffman Estates, Illinois   | Samoa Joe (c) contre Sting pour le TNA World Heavyweight Championship. |
| 9 novembre   | Turning Point    | Impact Zone           | Orlando, Floride            | Sting (c) contre A.J. Styles pour le TNA World Heavyweight Championship. |
| 7 décembre   | Final Resolution | Impact Zone           | Orlando, Floride            | The Main Event Mafia (Sting (c), Kevin Nash, Booker T et Scott Steiner) contre The TNA Front Line (A.J. Styles, Samoa Joe, Brother Ray et Brother Devon) pour le TNA World Heavyweight Championship. |

### 2009
| Date         | Nom              | Lieu                       | Ville                       | Main Event |
| ------------ | ---------------- | -------------------------- | --------------------------- | --- |
| 11 janvier   | Genesis          | Bojanles' Coliseum         | Charlotte, Caroline du Nord | Mick Foley et la TNA Front Line (A.J. Styles et Brother Ray) contre Cute Kip et la The Main Event Mafia (Booker T et Scott Steiner) dans un Hardcore match.             |
| 8 février    | Against All Odds | Impact Zone                | Orlando, Floride            | Sting (c) contre Kurt Angle contre Brother Ray contre Brother Devon pour le TNA World Heavyweight Championship.                                                         |
| 15 mars      | Destination X    | Impact Zone                | Orlando, Floride            | Sting (c) contre Kurt Angle pour le TNA World Heavyweight Championship. Jeff Jarrett était l'arbitre.                                                                   |
| 19 avril     | Lockdown         | Liacouras Center           | Philadelphie, Pennsylvanie  | Sting (c) contre Mick Foley dans un Six Sides of Steel Cage match pour le TNA World Heavyweight Championship.                                                           |
| 24 mai       | Sacrifice        | Impact Zone                | Orlando, Floride            | Sting (c) contre Mick Foley contre Kurt Angle contre Jeff Jarrett dans un Ultimate Sacrifice match.                                                                     |
| 21 juin      | Slammiversary    | The Palace of Auburn Hills | Auburn Hills, Michigan      | Mick Foley (c) contre Kurt Angle contre Jeff Jarrett contre A.J. Styles contre Samoa Joe dans un King of the Mountain match pour le TNA World Heavyweight Championship. |
| 19 juillet   | Victory Road     | Impact Zone                | Orlando, Floride            | Kurt Angle (c) contre Mick Foley pour le TNA World Heavyweight Championship.                                                                                            |
| 16 août      | Hard Justice     | Impact Zone                | Orlando, Floride            | Kurt Angle (c) contre Sting contre Matt Morgan pour le TNA World Heavyweight Championship.                                                                              |
| 20 septembre | No Surrender     | Impact Zone                | Orlando, Floride            | Kurt Angle (c) contre A.J. Styles contre Sting contre Matt Morgan contre Hernandez pour le TNA World Heavyweight Championship.                                          |
| 18 octobre   | Bound for Glory  | Bren Events Center         | Irvine, Californie          | A.J. Styles (c) contre Sting pour le TNA World Heavyweight Championship.                                                                                                |
| 15 novembre  | Turning Point    | Impact Zone                | Orlando, Floride            | A.J. Styles (c) contre Daniels contre Samoa Joe pour le TNA World Heavyweight Championship.                                                                             |
| 20 décembre  | Final Resolution | Impact Zone                | Orlando, Floride            | A.J. Styles (c) contre Daniels pour le TNA World Heavyweight Championship.                                                                                              |

### 2010
| Date        | Nom                | Lieu         | Ville                  | Main Event |
| ----------- | ------------------ | ------------ | ---------------------- | --- |
| 17 janvier  | Genesis            | Impact Zone  | Orlando, Floride       | A.J. Styles (c) contre Kurt Angle dans un Last Chance match pour le TNA World Heavyweight Championship. |
| 14 février  | Against All Odds   | Impact Zone  | Orlando, Floride       | A.J. Styles (c) contre Samoa Joe dans un match sans disqualification pour le TNA World Heavyweight Championship avec Eric Bischoff comme arbitre spécial.                                                                                                  |
| 21 mars     | Destination X      | Impact Zone  | Orlando, Floride       | A.J. Styles (c) contre Abyss pour le TNA World Heavyweight Championship. |
| 18 avril    | Lockdown           | Family Arena | St. Charles, Missouri  | Team Flair (Sting, James Storm, Robert Roode et Desmond Wolfe) contre Team Hogan (Abyss, Rob Van Dam, Jeff Hardy et Jeff Jarrett) |
| 16 mai      | Sacrifice          | Impact Zone  | Orlando, Floride       | Rob Van Dam (c) contre Abyss pour le TNA World Heavyweight Championship. |
| 13 juin     | Slammiversary      | Impact Zone  | Orlando, Floride       | Rob Van Dam (c) contre Sting pour le TNA World Heavyweight Championship. |
| 11 juillet  | Victory Road       | Impact Zone  | Orlando, Floride       | Rob Van Dam (c) contre Jeff Hardy contre Abyss contre Mr. Anderson pour le TNA World Heavyweight Championship. |
| 8 août      | Hardcore Justice   | Impact Zone  | Orlando, Floride       | Rob Van Dam (c) contre Sabu dans un Hardcore Rules match. |
| 12 août     | The Whole F'n Show | Impact Zone  | Orlando, Floride       | Rob Van Dam (c) contre Abyss dans un Stairway to Janice Ladder match pour le TNA World Heavyweight Championship avec Eric Bischoff comme arbitre. |
| 5 septembre | No Surrender       | Impact Zone  | Orlando, Floride       | Kurt Angle contre Jeff Hardy dans une demi-finale du tournoi pour le TNA World Heavyweight Championship. Si Kurt Angle perd, il sera viré. Mr. Anderson contre D'Angelo Dinero dans une demi-finale du tournoi pour le TNA World Heavyweight Championship. |
| 10 octobre  | Bound for Glory    | Ocean Center | Daytona Beach, Floride | Kurt Angle (c) contre Jeff Hardy contre Mr. Anderson pour le TNA World Heavyweight Championship vacant. Si Angle perd, il est viré. |
| 7 novembre  | Turning Point      | Impact Zone  | Orlando, Floride       | Jeff Hardy contre Matt Morgan pour le TNA World Heavyweight Championship. |
| 5 décembre  | Final Resolution   | Impact Zone  | Orlando, Floride       | Jeff Hardy contre Matt Morgan dans un match sans disqualification pour le TNA World Heavyweight Championship avec Mr. Anderson comme arbitre. |

### 2011
| Date         | Nom              | Lieu                    | Ville                       | Main Event |
| ------------ | ---------------- | ----------------------- | --------------------------- | --- |
| 9 janvier    | Genesis          | Impact Zone             | Orlando, Floride            | Jeff Hardy (c) contre Mr. Anderson pour le TNA World Heavyweight Championship.                                                    |
| 13 février   | Against All Odds | Impact Zone             | Orlando, Floride            | Mr. Anderson (c) contre Jeff Hardy dans un Ladder match pour le TNA World Heavyweight Championship.                               |
| 13 mars      | Victory Road     | Impact Zone             | Orlando, Floride            | Sting (c) contre Jeff Hardy dans un match sans disqualification pour le TNA World Heavyweight Championship.                       |
| 17 avril     | Lockdown         | U.S. Bank Arena         | Cincinnati, Ohio            | Fortune (Robert Roode, James Storm, Christopher Daniels et Kazarian) contre Immortal (Ric Flair, Abyss, Bully Ray et Matt Hardy). |
| 15 mai       | Sacrifice        | Impact Zone             | Orlando (Floride)           | Sting (c) contre Rob Van Dam pour le TNA World Heavyweight Championship.                                                          |
| 12 juin      | Slammiversary    | Impact Zone             | Orlando (Floride)           | Kurt Angle contre Jeff Jarrett dans un match pour déterminer le challenger pour le TNA World Heavyweight Championship.            |
| 18 juin      | Triplemanía XIX  | Palacio de los Deportes | Mexico City, Mexico         | Dr. Wagner Jr. contre Rob Van Dam pour le AAA Latin American Championship.                                                        |
| 10 juillet   | Destination X    | Impact Zone             | Orlando, Floride            | A.J. Styles contre Christopher Daniels.                                                                                           |
| 7 août       | Hardcore Justice | Impact Zone             | Orlando, Floride            | Sting (c) contre Kurt Angle pour le TNA World Heavyweight Championship.                                                           |
| 11 septembre | No Surrender     | Impact Zone             | Orlando, Floride            | Kurt Angle (c) contre Sting contre Mr. Anderson pour le TNA World Heavyweight Championship.                                       |
| 16 octobre   | Bound for Glory  | Liacouras Center        | Philadelphie (Pennsylvanie) | Sting contre Hulk Hogan. Kurt Angle (c) contre Bobby Roode pour le TNA World Heavyweight Championship.                            |
| 13 novembre  | Turning Point    | Impact Zone             | Orlando, Floride            | Bobby Roode (c) contre A.J. Styles pour le TNA World Heavyweight Championship.                                                    |
| 11 décembre  | Final Resolution | Impact Zone             | Orlando, Floride            | Bobby Roode (c) contre A.J. Styles dans un Iron man match de 30 minutes pour le TNA World Heavyweight Championship.               |

### 2012
| Date        | Nom              | Lieu                           | Ville                 | Main Event |
| ----------- | ---------------- | ------------------------------ | --------------------- | --- |
| 8 janvier   | Genesis          | Impact Zone                    | Orlando (Floride)     | Bobby Roode (c) contre Jeff Hardy pour le TNA World Heavyweight Championship                                                               |
| 12 février  | Against All Odds | Impact Zone                    | Orlando (Floride)     | Bobby Roode (c) contre Jeff Hardy contre Bully Ray contre James Storm pour le TNA World Heavyweight Championship avec Sting comme arbitre. |
| 18 mars     | Victory Road     | Impact Zone                    | Orlando (Floride)     | Bobby Roode contre Sting dans un No Holds Barred match.                                                                                    |
| 15 avril    | Lockdown         | Nashville Municipal Auditorium | Nashville (Tennessee) | Bobby Roode (c) contre James Storm dans un Steel Cage match pour le TNA World Heavyweight Championship.                                    |
| 13 mai      | Sacrifice        | Impact Zone                    | Orlando (Floride)     | Bobby Roode (c) contre Rob Van Dam dans un Ladder match pour le TNA World Heavyweight Championship.                                        |
| 10 juin     | Slammiversary    | College Park Center            | Arlington (Texas)     | Bobby Roode (c) contre Sting pour le TNA World Heavyweight Championship.                                                                   |
| 8 juillet   | Destination X    | Impact Zone                    | Orlando (Floride)     | Bobby Roode (c) contre Austin Aries pour le TNA World Heavyweight Championship.                                                            |
| 12 août     | Hardcore Justice | Impact Zone                    | Orlando (Floride)     | Austin Aries (c) contre Bobby Roode dans un Last Chance match pour le TNA World Heavyweight Championship.                                  |
| 9 septembre | No Surrender     | Impact Zone                    | Orlando (Floride)     | Jeff Hardy contre Bully Ray dans le 2012 Bound for Glory Series final match.                                                               |
| 14 octobre  | Bound for Glory  | Grand Canyon University Arena  | Phoenix (Arizona)     | Austin Aries (c) contre Jeff Hardy pour le TNA World Heavyweight Championship.                                                             |
| 11 novembre | Turning Point    | Impact Zone                    | Orlando (Floride)     | Jeff Hardy (c) contre Austin Aries dans un Ladder match pour le TNA World Heavyweight Championship.                                        |
| 9 décembre  | Final Resolution | Impact Zone                    | Orlando (Floride)     | Jeff Hardy (c) contre Bobby Roode pour le TNA World Heavyweight Championship.                                                              |

### 2013
| Date       | Nom             | Lieu          | Ville                 | Main Event |
| ---------- | --------------- | ------------- | --------------------- | --- |
| 13 janvier | Genesis         | Impact Zone   | Orlando, Floride      | Jeff Hardy (c) contre Bobby Roode contre Austin Aries dans un match à élimination pour le TNA World Heavyweight Championship |
| 10 mars    | Lockdown        | Alamodorme    | San Antonio, Texas    | Jeff Hardy (c) contre Bully Ray dans un Steel Cage match pour le TNA World Heavyweight Championship.                         |
| 2 juin     | Slammiversary   | Agganis Arena | Boston, Massachusetts | Bully Ray (c) contre Sting dans un No Holds Barred match pour le TNA World Heavyweight Championship.                         |
| 20 octobre | Bound for Glory | Viejas Arena  | San Diego, Californie | Bully Ray (c) contre A.J. Styles dans un match sans disqualification pour le TNA World Heavyweight Championship.             |

### 2014
| Date       | Nom             | Lieu                | Ville            | Main Event |
| ---------- | --------------- | ------------------- | ---------------- | --- |
| 4 mars     | Lockdown        | BankUnited Center   | Miami, Floride   | Team MVP (MVP, The Wolves (Davey Richards & Eddie Edwards) et Willows) contre Team Dixie (Bobby Roode, Austin Aries et The BroMans (Robbie E & Jessie Godderz)) |
| 27 avril   | Sacrifice       | Impact Zone         | Orlando, Floride | Eric Young (c) contre Magnus pour le TNA World Heavyweight Championship.                                                                                        |
| 15 juin    | Slammiversary   | College Park Center | Arlington, Texas | Eric Young (c) contre Lashley contre Austin Aries dans un Steel Cage match pour le TNA World Heavyweight Championship.                                          |
| 12 octobre | Bound for Glory | Korakuen Hall       | Tokyo, Japon     | The Great Muta et Tajiri contre James Storm et The Great Sanada.                                                                                                |

### 2015
| Date      | Nom             | Lieu           | Ville                      | Main Event |
| --------- | --------------- | -------------- | -------------------------- | --- |
| 28 juin   | Slammiversary   | Impact Zone    | Orlando (Floride)          | Jeff Jarrett contre Matt Hardy contre Eric Young contre Drew Galloway contre Bobby Roode dans un King of the Mountain match pour le TNA King of the Mountain Championship. |
| 4 octobre | Bound for Glory | Caburrus Arena | Concord (Caroline du Nord) | Ethan Carter III (c) contre Matt Hardy contre Drew Galloway avec Jeff Hardy comme arbitre spécial pour le TNA World Heavyweight Championship.                              |

### 2016
| Date      | Nom             | Lieu        | Ville            | Main Event                                                                      |
| --------- | --------------- | ----------- | ---------------- | ------------------------------------------------------------------------------- |
| 12 juin   | Slammiversary   | Impact Zone | Orlando, Floride | Drew Galloway (c) contre Lashley pour le TNA World Heavyweight Championship.    |
| 2 octobre | Bound for Glory | Impact Zone | Orlando, Floride | Lashley (c) contre Ethan Carter III pour le TNA World Heavyweight Championship. |

### 2017
| Date       | Nom             | Lieu              | Ville                   | Main Event                                                                                              |
| ---------- | --------------- | ----------------- | ----------------------- | --- |
| 2 juillet  | Slammiversary   | Impact Zone       | Orlando (Floride)       | Alberto El Patron contre Lashley pour le GFW Global Championship et TNA World Heavyweight Championship. |
| 5 novembre | Bound for Glory | Aberdeen Pavilion | Ottawa, Ontario, Canada | Eli Drake (c) contre Johnny Impact pour le Impact Global Championship.                                  |

### 2018
| Date       | Nom             | Lieu              | Ville                       | Main Event                                                                           |
| ---------- | --------------- | ----------------- | --------------------------- | ------------------------------------------------------------------------------------ |
| 22 avril   | Redemption      | Impact Zone       | Orlando (Floride)           | Austin Aries (c) contre Fénix contre Pentagón Jr. pour le Impact World Championship. |
| 22 juillet | Slammiversary   | The Rebel Complex | Toronto, Ontario, Canada    | Austin Aries (c) contre Moose pour le Impact Global Championship.                    |
| 14 octobre | Bound for Glory | Melrose Ballroom  | New York (État de New York) | Austin Aries (c) contre Johnny Impact pour le Impact World Championship.             |

### 2019
| Date         | Nom              | Lieu                     | Ville                       | Main Event                                                             |
| ------------ | ---------------- | ------------------------ | --------------------------- | ---------------------------------------------------------------------- |
| 6 janvier    | Homecoming       | The Asylum               | Nashville (Tennessee)       | Johnny Impact (c) contre Brian Cage pour le Impact World Championship. |
| 4 avril      | United We Stand  | Rahway Recreation Center | Rahway (New Jersey)         | The Lucha Brothers (Fénix et Pentagón Jr.) contre Rob Van Dam et Sabu  |
| 28 avril     | Rebellion        | The Rebel Complex        | Toronto, Ontario, Canada    | Johnny Impact (c) contre Brian Cage pour le Impact World Championship. |
| 7 juillet    | Slammiversary    | Gilley's Dallas          | Dallas (Texas)              | Sami Callihan contre Tessa Blanchard                                   |
| 15 septembre | Lucha Invades NY | Hulu Theater             | New York (État de New York) | Blue Demon Jr. vs. Dr. Wagner Jr.                                      |
| 20 octobre   | Bound for Glory  | Odeum Expo Center        | Villa Park (Illinois)       | Brian Cage (c) contre Sami Callihan pour le Impact World Championship. |

### 2020
| Date        | Nom              | Lieu             | Ville                 | Main Event |
| ----------- | ---------------- | ---------------- | --------------------- | --- |
| 12 janvier  | Hard to Kill     | The Bomb Factory | Dallas (Texas)        | Sami Callihan (c) contre Tessa Blanchard pour le Impact World Championship.                                                      |
| 18 juillet  | Slammiversary    | Skyway Studios   | Nashville (Tennessee) | Ace Austin contre Eric Young contre Eddie Edwards contre Rich Swann contre Trey Miguel pour le Impact World Championship vacant. |
| 3 octobre   | Victory Road     | Skyway Studios   | Nashville (Tennessee) | Eric Young (c) contre Eddie Edwards pour le Impact World Championship.                                                           |
| 24 octobre  | Bound for Glory  | Skyway Studios   | Nashville (Tennessee) | Eric Young (c) contre Rich Swann pour le Impact World Championship.                                                              |
| 14 novembre | Turning Point    | Skyway Studios   | Nashville (Tennessee) | Rich Swann (c) contre Sami Callihan pour le Impact World Championship.                                                           |
| 12 décembre | Final Resolution | Skyway Studios   | Nashville (Tennessee) | Rich Swann (c) contre Chris Bey pour le Impact World Championship.                                                               |

### 2021
| Date         | Nom                 | Lieu           | Ville                 | Main Event |
| ------------ | ------------------- | -------------- | --------------------- | --- |
| 9 janvier    | Genesis             | Skyway Studios | Nashville (Tennessee) | Moose (c) contre Willie Mack dans I Quit match. |
| 16 janvier   | Hard to Kill        | Skyway Studios | Nashville (Tennessee) | Chris Sabin, Moose et Rich Swann contre Kenny Omega et The Good Brothers (Doc Gallows et Karl Anderson)                                                    |
| 13 février   | No Surrender        | Skyway Studios | Nashville (Tennessee) | Rich Swann (c) contre Tommy Dreamer pour le Impact World Championship                                                                                      |
| 13 mars      | Sacrifice           | Skyway Studios | Nashville (Tennessee) | Rich Swann (c) contre Moose pour le Impact World Championship et TNA World Heavyweight Championship                                                        |
| 10 avril     | Rebellion           | Skyway Studios | Nashville (Tennessee) | Violent by Design (Deaner, Eric Young, Joe Doering et Rhino) contre Team Dreamer (Eddie Edwards, Rich Swann, Trey Miguel et Willie Mack)                   |
| 25 avril     | Rebellion           | Skyway Studios | Nashville (Tennessee) | Kenny Omega (AEW) contre Rich Swann (Impact) pour le AEW World Championship et Impact World Championship                                                   |
| 15 mai       | Under Siege         | Skyway Studios | Nashville (Tennessee) | Chris Bey contre Chris Sabin contre Matt Cardona contre Moose contre Sami Callihan contre Trey Miguel pour devenir challenger au Impact World Championship |
| 12 juin      | Against All Odds    | Skyway Studios | Nashville (Tennessee) | Kenny Omega (c) contre Moose pour le Impact World Championship                                                                                             |
| 17 juillet   | Slammiversary       | Skyway Studios | Nashville (Tennessee) | Kenny Omega (c) contre Sami Callihan pour le Impact World Championship                                                                                     |
| 31 juillet   | Homecoming          | Skyway Studios | Nashville (Tennessee) | Eddie Edwards contre W. Morrissey dans un Hardcore match                                                                                                   |
| 20 août      | Emergence           | Skyway Studios | Nashville (Tennessee) | Christian Cage (c) contre Brian Myers pour le Impact World Championship                                                                                    |
| 18 septembre | Victory Road        | Skyway Studios | Nashville (Tennessee) | Christian Cage (c) contre Ace Austin pour le Impact World Championship                                                                                     |
| 9 octobre    | Knockouts Knockdown | Skyway Studios | Nashville (Tennessee) | Decay (Havok et Rosemary) contre The Influence (Madison Rayne et Tenille Dashwood) pour les Impact Knockouts Tag Team Championship                         |
| 23 octobre   | Bound for Glory     | Sam Town Live  | Las Vegas (Nevada)    | Christian Cage (c) contre Josh Alexander pour le Impact World Championship                                                                                 |
| 20 novembre  | Turning Point       | Sam Town Live  | Las Vegas (Nevada)    | Moose (c) contre Eddie Edwards pour le Impact World Championship                                                                                           |

### 2022
| Date         | Nom                   | Lieu                          | Ville                   | Main Event |
| ------------ | --------------------- | ----------------------------- | ----------------------- | --- |
| 8 janvier    | Hard to Kill          | The Bomb Factory              | Dallas (Texas)          | Mickie James (c) contre Deonna Purrazzo pour le Impact Knockouts Championship                                                                         |
| 19 février   | No Surrender          | Alario Center                 | Westwego, Louisiane     | Honor No More (Kenny King, Matt Taven, Mike Bennett, PCO et Vincent) contre Team Impact (Chris Sabin, Rhino, Rich Swann, Steve Maclin et Willie Mack) |
| 5 mars       | Sacrifice             | Paristown Hall                | Louisville (Kentucky)   | Moose (c) contre Heath pour le Impact World Championship                                                                                              |
| 1er avril    | Multiverse of Matches | Fairmont Hotel                | Dallas (Texas)          | The Briscoe Brothers (Jay Briscoe et Mark Briscoe) contre The Good Brothers (Doc Gallows et Karl Anderson)                                            |
| 23 avril     | Rebellion             | Mid-Hudson Civic Center       | Poughkeepsie (New York) | Moose (c) contre Josh Alexander pour le Impact World Championship                                                                                     |
| 7 mai        | Under Siege           | Mid-Hudson Civic Center       | Newport, (Kentucky)     | Josh Alexander (c) contre Tomohiro Ishii pour le Impact World Championship                                                                            |
| 19 juin      | Slammiversary         | The Asylum                    | Nashville (Tennessee)   | Josh Alexander (c) contre Eric Young pour le Impact World Championship                                                                                |
| 1er juillet  | Against All Odds      | Center Stage                  | Atlanta (Géorgie)       | Josh Alexander (c) contre Joe Doering pour le Impact World Championship                                                                               |
| 12 août      | Emergence             | Cicero Stadium                | Chicago (Illinois)      | Josh Alexander (c) contre Alex Shelley pour le Impact World Championship                                                                              |
| 23 septembre | Victory Road          | Skyway Studios                | Nashville (Tennessee)   | |
| 7 octobre    | Bound for Glory       | Washington Avenue Armory      | Albany (New York)       | |
| 18 novembre  | Over Drive            | Old Forester’s Paristown Hall | Louisville (Kentucky)   | |